# ساتورو كاواجوتشي
ساتورو كاواجوتشي (باليابانية: 川口覚؛ بالكانا: かわぐち さとる) هو ممثل ياباني، ولد في 9 يناير 1982 في توتوري في اليابان.

## وصلات خارجية
- الموقع الرسمي
- ساتورو كاواجوتشي على موقع IMDb (الإنجليزية)
- ساتورو كاواجوتشي على موقع كينوبويسك (الروسية)